# 106
Cette page concerne l'année 106  du calendrier julien. Pour l'année 106 av. J.-C., voir 106 av. J.-C. Pour le nombre 106, voir 106 (nombre). Pour la voiture, voir Peugeot 106.
L'année 106 est une année commune qui commence un jeudi.

## Événements
- 13 février-21 septembre : règne de Shangdi, empereur Han de Chine, enfant âgé de trois mois[1].

- Été : siège et prise de Sarmizegetusa par les Romains, en guerre contre les Daces Trajan. La ville tombe, et Décébale en fuite se suicide pour échapper à la capture[2].
  - La Dacie devient une province romaine. Les Romains pour consolider leur implantation sur le bassin danubien procèdent à des transferts massifs de population.

- 23 septembre :  début du règne de Andi, empereur Han de Chine (fin en 125)[1]. Il laisse le pouvoir à l'impératrice douairière Deng.

- Début du règne de Gautamiputra Satakarni, roi Andhra des Satavahana (fin en 131)[3].

- Après la mort du dernier roi nabatéen Rabbel II son royaume est annexé sans opposition sur l'ordre de l'empereur romain Trajan par Cornelius Palma, gouverneur de Syrie, qui fonde la province romaine d'Arabie. La capitale de la province est transférée de Pétra à Bosra[4].